# Propaganda (musikalbum)
Propaganda är ett musikalbum av Sparks som släpptes i november 1974 på skivbolaget Island Records. Albumet följde upp musikduons genombrott med skivan Kimono My House som släppts tidigare samma år. Ron Mael skrev merparten av låtarna på albumet. Från Propaganda släpptes två singlar, "Never Turn Your Back on Mother Earth" och "Something for the Girl With Everything" vilka båda blev hits i England. Det här albumet var även gruppens bäst säljande album i USA.

## Låtlista
1. "Propaganda" (0:22)
2. "At Home, at Work, at Play" (3:06)
3. "Reinforcements" (3:55)
4. "B.C." (2:13)
5. "Thanks But No Thanks" (4:14)
6. "Don't Leave Me Alone with Her" (3:02)
7. "Never Turn Your Back on Mother Earth" (2:28)
8. "Something for the Girl with Everything" (2:17)
9. "Achoo" (3:34)
10. "Who Don't Like Kids" (3:37)
11. "Bon Voyage" (4:54)
12. "Alabamy Right" (2:11)
13. "Marry Me" (2:44)

## Listplaceringar
| Lista (1974-1975) | Position            |
| ----------------- | ------------------- |
| Danmark           | 7 (DR "Top 20")     |
| Finland           | 5                   |
| Kanada            | 81 (RPM)            |
| Norge             | 16 (VG-lista)       |
| Storbritannien    | 9 (UK Albums Chart) |
| Sverige           | 8 (Kvällstoppen)    |
| USA               | 63 (Billboard 200)  |
| Västtyskland      | 49                  |